# Lady A
Lady A, ранее Lady Antebellum (Леди Антебеллум) — американская группа, играющая в стиле кантри. Образована в 2006 году в Нашвилле, Теннесси. Стиль группы характеризует сочетание кантри и рока.
11 июня 2020 года группа была переименована из-за коннотации слова Antebellum с периодом рабовладения в истории США и активизации движения Black Lives Matter. Термином Ante bellum (букв. «до войны») в США обозначается довоенная (до Гражданской войны 1861—1865 годов) культура и история белых рабовладельцев южных штатов.

## История
Lady Antebellum образовалась в 2006 году в Нашвилле. В группе три участника: Чарльз Келли, Хиллари Скотт (ведущие вокалисты) и Дэйв Хэйвуд (гитарист и бэк-вокалист). Хиллари Скотт — дочь кантри-музыканта 90-х Линды Дэвис. Чарльз Келли — брат популярного музыканта Джоша Келли. Чарльз переехал в Нашвилл летом 2005 года из Уинстон-Сейлема (Северная Каролина), где он работал на строительстве со своим братом Джоном. Он убедил своего старого друга Хэйвуда переехать в Нашвилл из Джорджии в 2006 году, и они начали писать музыку вместе. Вскоре после этого, Келли встретил Скотт в Нашвилльском музыкальном клубе. Он пригласил её присоединиться к их проекту, который впоследствии стал кантри-группой Lady Antebellum.
Группа начала выступать в Нашвилле. Джим Брикман пригласил группу спеть на его новой сорокопятке «Never Alone». Песня достигла 14 места в хит-параде взрослой современной музыки журнала Billboard.
Lady Antebellum подписали контракт с компанией Capitol Nashville в 2007 году. В ходе работы над их дебютным альбомом они сотрудничали с продюсерами Полом Уорли и Викторией Шоу.
Они дебютировали 15 марта 2008 года на престижном теле-радио-шоу, транслируемом из знаменитого мюзик-холла Grand Ole Opry.

### 2007—2008:Lady Antebellum

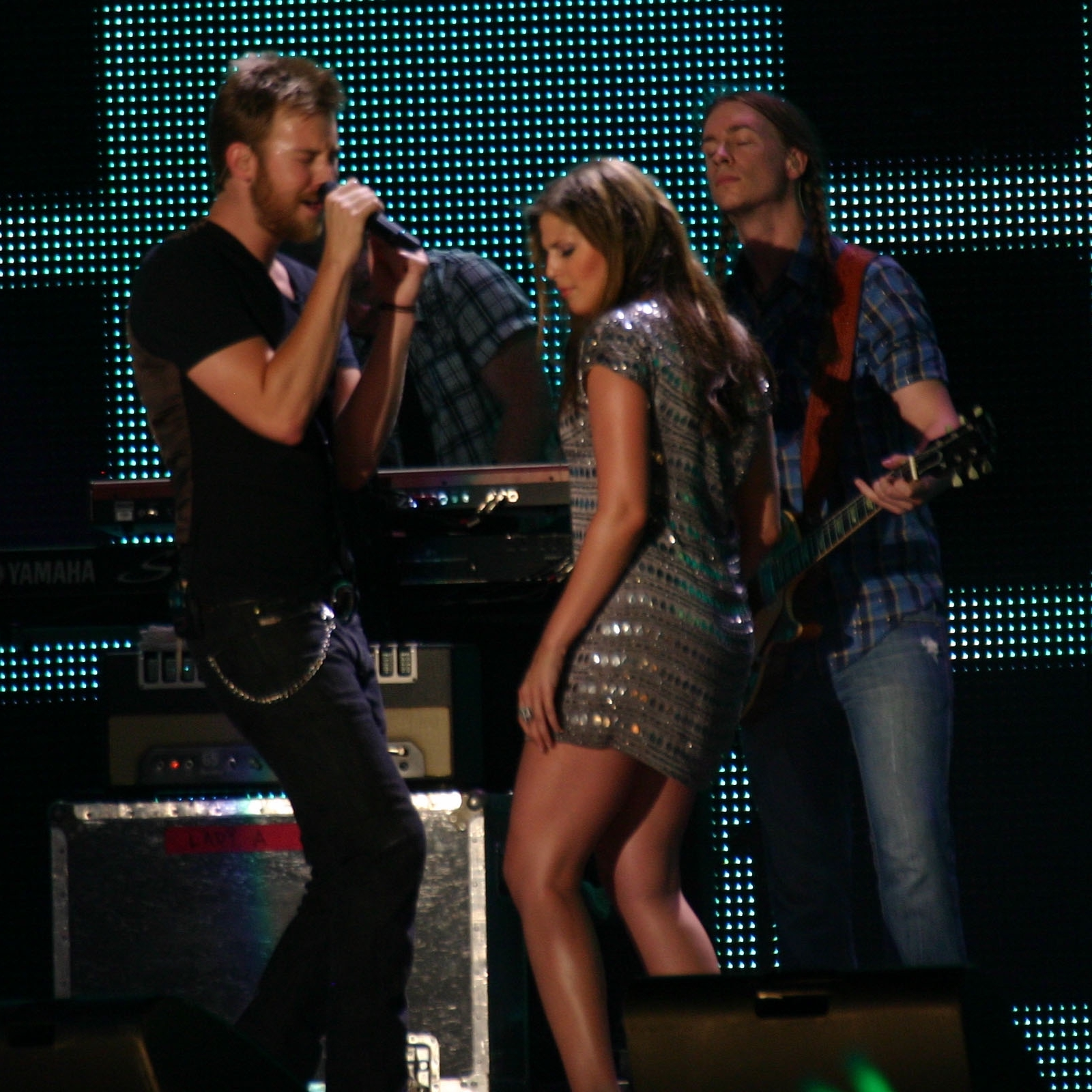
Lady Antebellum в 2008 году

В середине 2007 года Lady Antebellum записала песню для популярного в США сериала The Hills. Дебютный сингл «Love Don't Live Here» вышел в сентябре 2007 года, а дебютный альбом Lady Antebellum — 15 апреля 2008 года. Он стал первым в истории дебютным альбомом группы или дуэта, дебютировавшим на первом месте Billboard Top Country Albums. 7 октября 2009 года альбом получил статус платинового в США.

### 2009—2010:Need You Now
В августе 2009 года группа выпустила сингл «Need You Now», первый с их нового одноимённого альбома. Песня добралась до второго места в Billboard Hot 100, а также возглавляла чарты Hot Adult Contemporary и Hot Country Songs. Альбом, вышедший в январе 2010 года, дебютировал на первой строчке Billboard 200 и Top Country Albums; за первую неделю после выхода было продано более 400 тысяч копий. На начало января 2011 года было продано 3.070.310 копий альбома в США и он стал трижды платиновым в США.
На 53-й церемонии «Грэмми» группа получила 5 наград, в том числе «Запись года» и «Песня года».

### 2011–2012:Own the NightиOn This Winter's Night
9 января 2011 года группа начала запись третьего студийного альбома. В интервью с Entertainment Weekly Чарльз Келли сказал: «Мы просто решили уединиться в студии на два, два с половиной месяца, чтобы создать этот альбом и избежать всех отвлекающих факторов. Надеемся, что это будет хорошо».
2 мая 2011 года группа выпустила первый сингл с предстоящего альбома под названием «Just a Kiss». Группа исполнила этот сингл на сцене во время шоу результатов «American Idol» 5 мая 2011 года. Сингл стал коммерческим и критическим успехом, достигнув пика на 7 месте в чарте Billboard Hot 100, что стало самым высоким дебютом группы в этом чарте. Он также занял первое место в чарте Billboard Hot Country Songs, став пятым синглом группы, занимающим первое место в этом чарте. 7 июня 2011 года было объявлено название третьего альбома — «Own the Night», который был выпущен 13 сентября 2011 года. Обложка альбома и список треков были опубликованы 18 июля 2011 года. Всего с альбома «Own the Night» было выпущено четыре сингла. Последующие синглы были «We Owned the Night», «Dancin' Away with My Heart» и «Wanted You More», которые тоже заняли места в чарте Hot Country Songs.
Lady A выпустила версию песни Джейсона Олдина «Dirt Road Anthem» под названием «Country Club Anthem» в рамках своего шоу «Webisode Wednesdays» 10 августа 2011 года. 1 октября 2011 года группа выступила в качестве музыкальных гостей в шоу «Saturday Night Live».
Группа выпустила свой первый рождественский альбом «On This Winter's Night» 22 октября 2012 года.

## Концертная деятельность
Lady Antebellum были в турне с одной из самых известных исполнительниц кантри-музыки Мартиной Макбрайд и с менее известным исполнителем Джейсоном Олдином (2007, 2008).
Они также «разогревали» публику перед выступлениями Кенни Чесни, Кэрри Андервуд, Тима Макгро, Алана Джексона, Тейлор Свифт, Джоша Тёрнера, Фила Вассара, Родни Аткинса а также группы Little Big Town.

## Стиль
Стиль группы характеризует сочетание классического кантри, ритма-н-блюза 1960-х, соула и рока. Участники группы испытали влияние таких исполнителей, как The Allman Brothers Band, Eagles, Глэдис Найт, Винс Гилл, Кит Урбан и Трэвис Тритт. Журнал «Nashville Lifestyles» назвал Lady Antebellum «следующим значительным событием» («the next big thing») в мире кантри-музыки.

## Дискография

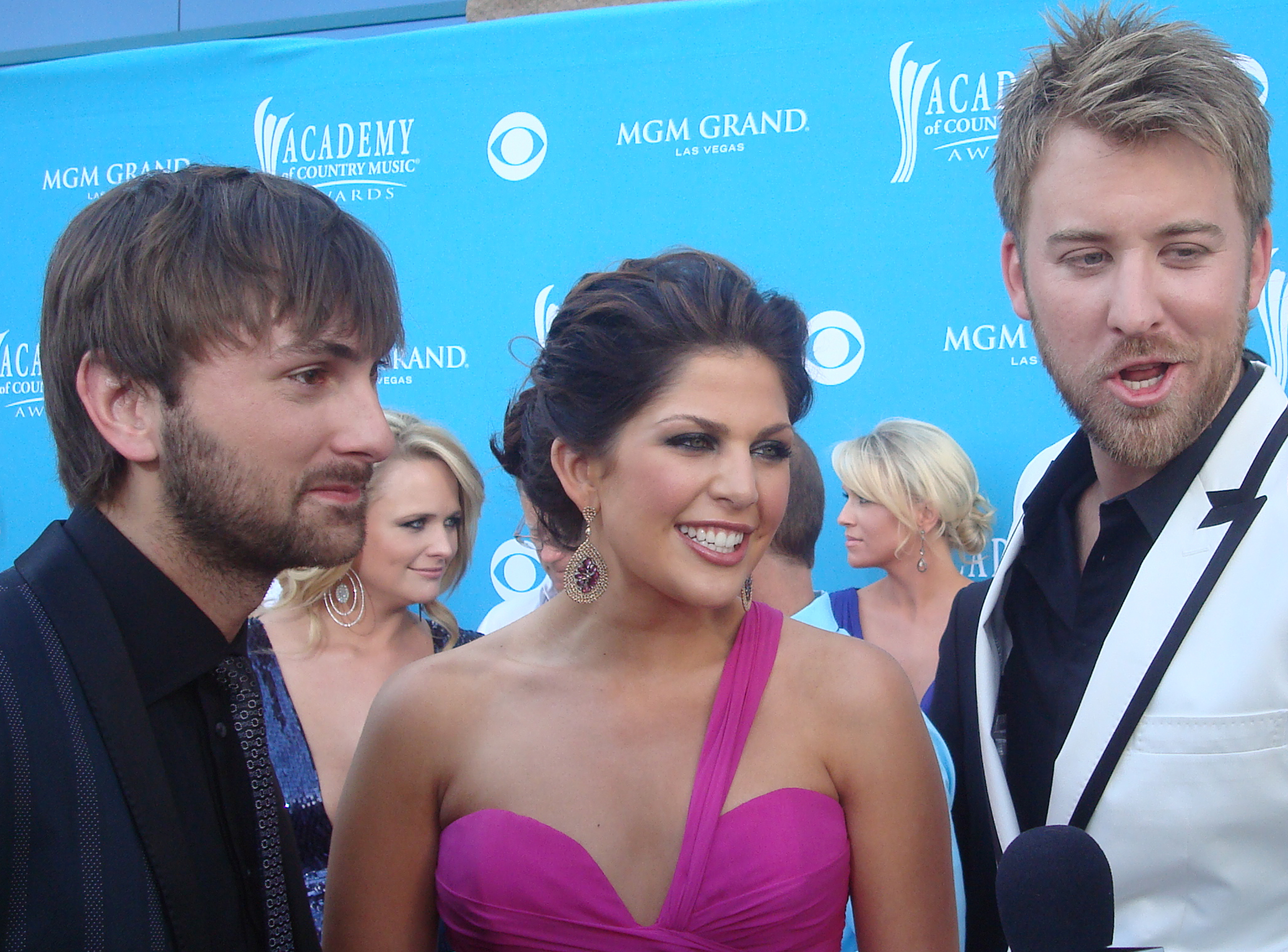
Lady Antebellum на 44й церемонии Country Music Award (2010)

Альбомы
- Lady Antebellum (2008)
- Need You Now (2010)
- Own the Night (2011)
- On This Winter's Night (2012)
- Golden (2013)
- 747 (2014)
- Heart Break (2017)
- Ocean (2019)

EP
- iTunes Session (2010)
- A Merry Little Christmas (2010)

Синглы
- «Love Don't Live Here»
- «Lookin' for a Good Time»
- «I Run to You»
- «Need You Now»
- «American Honey»
- «Our Kind of Love»
- «Hello World»
- «Just a Kiss»
- «We Owned the Night»
- «Dancin' Away with My Heart»
- «Wanted You More»
- «Downtown»

## Награды
Lady Antebellum выиграли в номинации «Лучший новый дуэт или группа» (Top New Duo or Group) Академии кантри-музыки (Academy of Country Music — ACM) и были названы «Новым музыкантом года» (New Artist of the Year) на церемонии наград Country Music Association (CMA). Lady Antebellum получили две номинации премии Грэмми («The Grammy Awards») как «Лучшая новая группа» («Best New Group») и «Лучший кантри-дуэт или группа» («Best Country Duo or Group»).
10 ноября 2008 г. «Общество европейских авторов сцены и композиторов» («Society of European Stage Authors & Composers», SESAC) назвало Скотт «поэтом-песенником года» («Songwriter of the Year»).
| Год  | Награда                          | Номинация                                                            | Результат |
| ---- | -------------------------------- | -------------------------------------------------------------------- | --------- |
| 2008 | Academy of Country Music         | Новый дуэт или группа                                                | Победа    |
| 2008 | Country Music Association Awards | Новый исполнитель года                                               | Победа    |
| 2009 | CMT Music Awards                 | Видео года — «Lookin' for a Good Time»                               | Номинация |
| 2009 | CMT Music Awards                 | Видео года группы — «Lookin' for a Good Time»                        | Номинация |
| 2009 | CMT Music Awards                 | Видео года — USA Weekend Breakthrough — «Lookin' for a Good Time»    | Номинация |
| 2009 | Грэмми                           | Лучший новый исполнитель                                             | Номинация |
| 2009 | Грэмми                           | Лучшее кантри-исполнение дуэта или группы — «Love Don't Live Here»   | Номинация |
| 2009 | Country Music Association Awards | Сингл года — «I Run to You»                                          | Победа    |
| 2009 | Country Music Association Awards | Группа года (вокальное исполнение)                                   | Победа    |
| 2010 | Грэмми                           | Лучшее кантри-исполнение дуэта или группы — «I Run to You»           | Победа    |
| 2010 | Грэмми                           | Лучшая кантри-песня — «I Run to You»                                 | Номинация |
| 2010 | Academy of Country Music         | Лучшая группа (вокальное исполнение)                                 | Победа    |
| 2010 | Academy of Country Music         | Альбом года — Lady Antebellum                                        | Номинация |
| 2010 | Academy of Country Music         | Сингл года — «Need You Now»                                          | Победа    |
| 2010 | Academy of Country Music         | Песня года — «Need You Now»                                          | Победа    |
| 2010 | Academy of Country Music         | Видео года — «Need You Now»                                          | Номинация |
| 2010 | CMT Music Awards                 | Видео года — «Need You Now»                                          | Номинация |
| 2010 | CMT Music Awards                 | Видео группы года — «American Honey»                                 | Номинация |
| 2010 | CMT Music Awards                 | Видео группы года — «Need You Now»                                   | Победа    |
| 2010 | CMT Music Awards                 | CMT выступление года — «Lookin' for a Good Time»                     | Номинация |
| 2010 | Teen Choice Awards               | Кантри-альбом — Need You Now                                         | Номинация |
| 2010 | Teen Choice Awards               | Кантри-песня — «Need You Now»                                        | Победа    |
| 2010 | Teen Choice Awards               | Кантри-группа                                                        | Победа    |
| 2010 | Country Music Association Awards | Исполнители года                                                     | Номинация |
| 2010 | Country Music Association Awards | Группа года (вокальное исполнение)                                   | Победа    |
| 2010 | Country Music Association Awards | сингл года — «Need You Now»                                          | Победа    |
| 2010 | Country Music Association Awards | Альбом года — Need You Now                                           | Номинация |
| 2010 | Country Music Association Awards | Видео года — «Need You Now»                                          | Номинация |
| 2010 | American Music Awards            | Кантри-группа или дуэт                                               | Победа    |
| 2010 | American Music Awards            | Поп-рок-группа или дуэт                                              | Номинация |
| 2010 | American Music Awards            | Кантри-альбом — Need You Now                                         | Победа    |
| 2010 | American Music Awards            | Исполнитель Adult Contemporary                                       | Номинация |
| 2010 | American Music Awards            | Прорыв года — T-Mobile                                               | Номинация |
| 2010 | American Country Awards          | Исполнитель года                                                     | Номинация |
| 2010 | American Country Awards          | Дуэт/группа года                                                     | Победа    |
| 2010 | American Country Awards          | Альбом года — Need You Now                                           | Номинация |
| 2010 | American Country Awards          | Сингл года — «Need You Now»                                          | Победа    |
| 2010 | American Country Awards          | Сингл дуэта или группы — «Need You Now»                              | Победа    |
| 2010 | American Country Awards          | Видео года — «Need You Now»                                          | Номинация |
| 2010 | American Country Awards          | Видео дуэта или группы — «Need You Now»                              | Победа    |
| 2011 | People's Choice Awards           | Кантри-исполнитель                                                   | Номинация |
| 2011 | Грэмми                           | Альбом года — Need You Now                                           | Номинация |
| 2011 | Грэмми                           | Лучший кантри-альбом — Need You Now                                  | Победа    |
| 2011 | Грэмми                           | Запись года — «Need You Now»                                         | Победа    |
| 2011 | Грэмми                           | Песня года — «Need You Now»                                          | Победа    |
| 2011 | Грэмми                           | Лучшее вокальное кантри-исполнение дуэта или группы — «Need You Now» | Победа    |
| 2011 | Грэмми                           | Лучшая кантри-песня — «Need You Now»                                 | Победа    |
| 2012 | Грэмми                           | Лучший кантри-альбом (Own the Night)                                 | Победа    |
| 2012 | BRIT Awards                      | Международная группа                                                 | Номинация |
| 2012 | American Music Awards            | Кантри-группа или дуэт                                               | Победа    |